# Comuna Suhodil, Peremîșleanî
Suhodil (în ucraineană Суходіл) este o comună în raionul Peremîșleanî, regiunea Liov, Ucraina, formată din satele Lopușna, Suhodil (reședința) și Vilhoveț.

## Demografie
Componența lingvistică a comunei Suhodil
     Ucraineană (99,83%)
     Alte limbi (0,17%)
Conform recensământului din 2001, majoritatea populației comunei Suhodil era vorbitoare de ucraineană (99,83%), existând în minoritate și vorbitori de alte limbi.